# Вулиця Михайла Гориня
Вулиця Михайла Гориня — вулиця у Сихівському районі міста Львова. Починається від проспекту Червоної Калини та прямує до межі Львова з селом Зубра, де сполучається з вулицями Богдана Хмельницького та Василя Стуса села Зубра. Прилучаються вулиці Драгана, Освицька, Лісна, Вернадського.

## Історія та назва
Від 1989 року — вулиця Скрипника, названа на честь українського радянського партійного та державного діяча, активного провідника політики українізації у 1920—1930-х роках, Народного комісара освіти УСРР Миколи Скрипника.
У 2019 році студенти юридичного факультету ЛНУ імені Івана Франка просили Львівську міську раду перейменувати вул. Миколи Скрипника на вул. Лаутерпахта, на честь Герша Лаутерпахта, відомого у світі правозахисника, який тривалий час мешкав у Львові. 9 грудня 2019 року у Єдиній системі електронних петицій була зареєстрована відповідна петиція. Петиція не набрала потрібної кількості голосів.
Натомість у 2022 році вулиця Скрипника увійшла до переліку з 53-х вулиць Львівської МТГ, які під час процесу дерусифікації мають бути перейменовані. Так, рішенням виконавчого комітету Львівської міської ради від 18 серпня 2022 року вулицю Скрипника перейменовано на вул. Михайла Гориня, на пошану українського правозахисника та дисидента Михайла Гориня.

## Забудова
Вулиця Михайла Гориня забудована дев'яти- та п'ятиповерховими житловими будинками 1980—2000-х років.
Під № 2а розташований церква «Голгофа» та богословська семінарія Львівського об'єднання церков Християн Віри Євангельської (п'ятидесятники), будівництво споруди було завершене 2006 року. Урочисте відкриття молитовного дому відбулося 21 жовтня 2012 року. 
Поряд з молитовним домом «Голгофа» зростає величне, вікове дерево породи «дуб звичайний» (лат. Quercus robur), якому у 2019 році виповнилося 180 років. У 2021 році управління екології та природних ресурсів Львівської міської ради виступило з ініціативою щодо створення ботанічної пам'ятки природи «Сихівський дуб», а 14 вересня 2022 року комісія екології Львівської обласної ради підтримала цю ідею. Наступним кроком до створення ботанічної пам'ятки природи місцевого значення «Сихівський дуб» є розгляд питання юристами, а опісля — депутати під час однієї з сесій Львівської міської ради. У 2024 році мешканці вулиці Михайла Гориня  звернулися до Львівської міської ради з пропозицією заборонити паркування біля дуба. Через те, що дуб зростає при дорозі, і водії часто залишають свої автівки близько до дерева. Цим вони створюють навантаження на його кореневу систему. Тому міська комісія безпеки дорожнього руху підтримала цю ініціативу. Змінити організацію дорожнього руху та встановити дорожні знаки, що забороняють зупинку та стоянку автомобіля біля дуба, обіцяють до 10 липня 2024 року.
В будинку під № 11 міститься приватний навчально-виховний комплекс «Садок-школа-ліцей „Еколенд“». Садок відкрився у 2016 році, розрахований на вісім груп для діток трьох-шести років. За рік відкрилася початкова школа «Еколенд», збудована за проєктом архітектора Всеволода Грабчака.
Під № 15, що на межі з парком імені Папи Римського Івана Павла II, для дітей створили мотузковий парк «Тарзан».

## Світлини

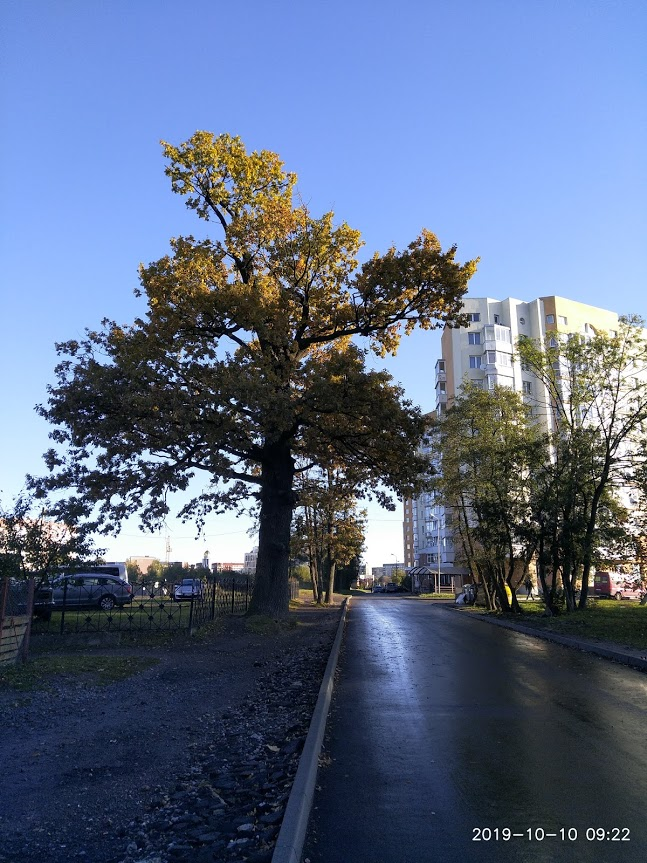
350-літній сихівський дуб
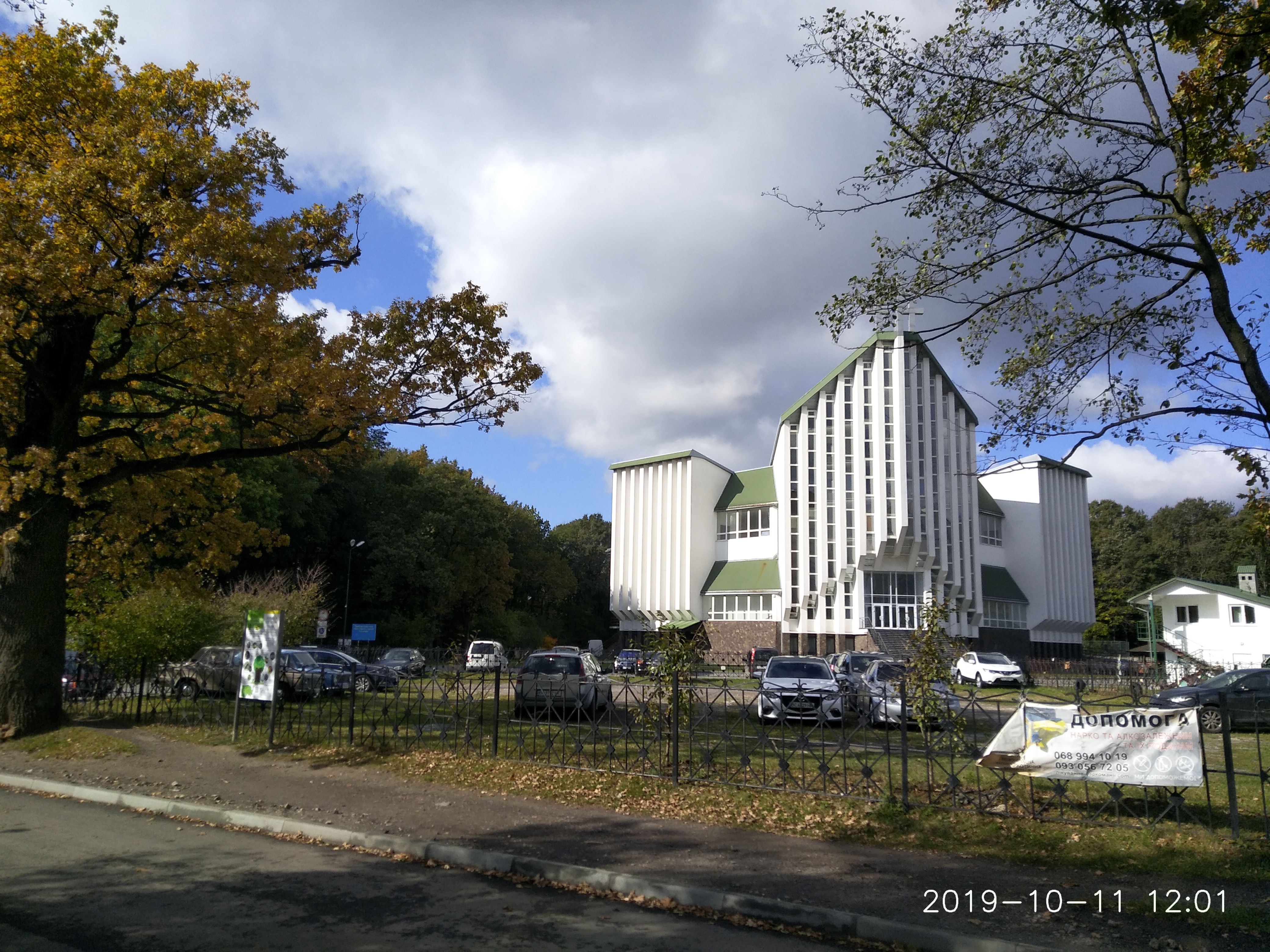
Молитовний дім Християн Віри Євангельської «Голгофа»
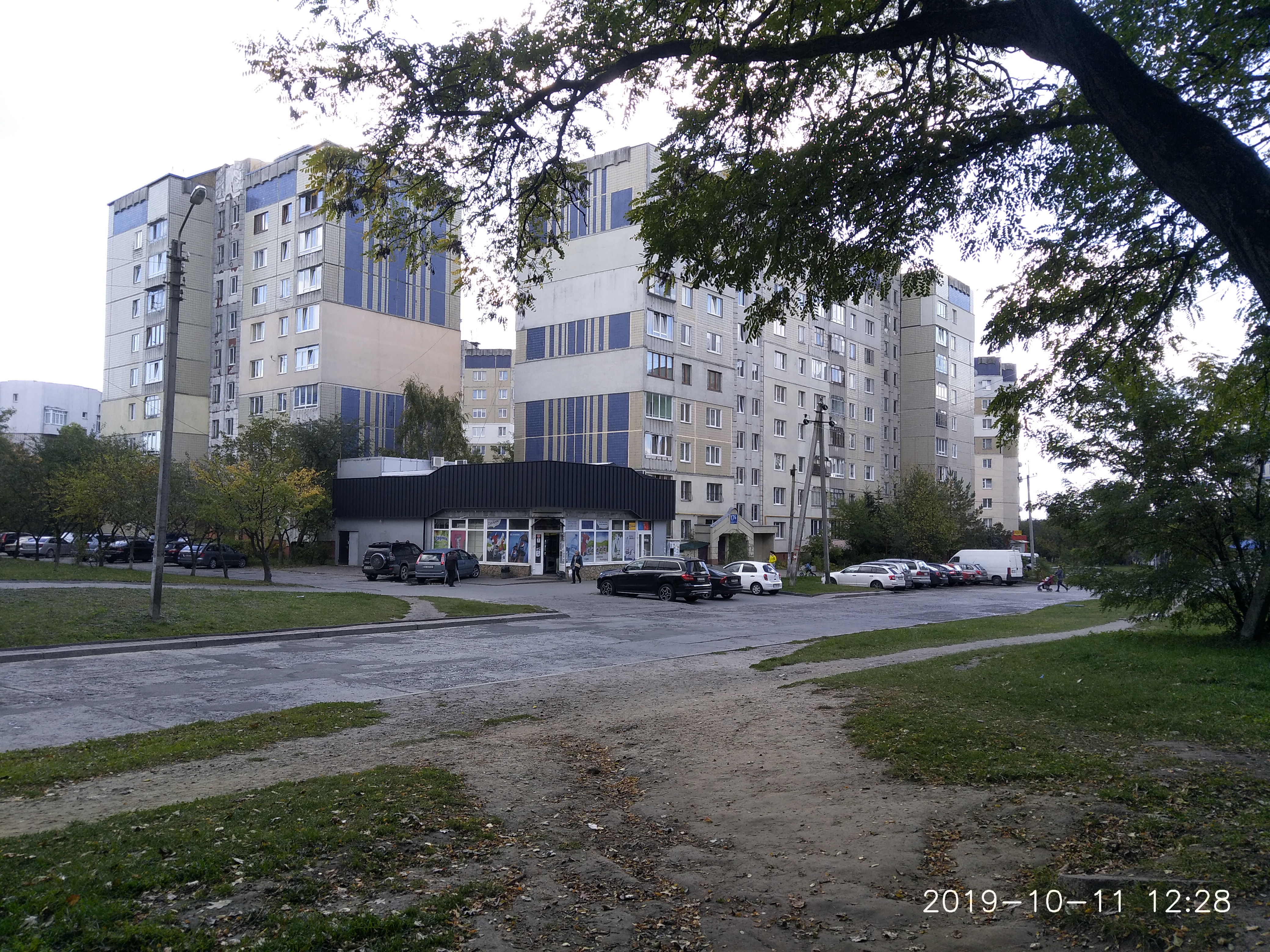
Мінімаркет між будинками на вул. Гориня, 17 та 17а
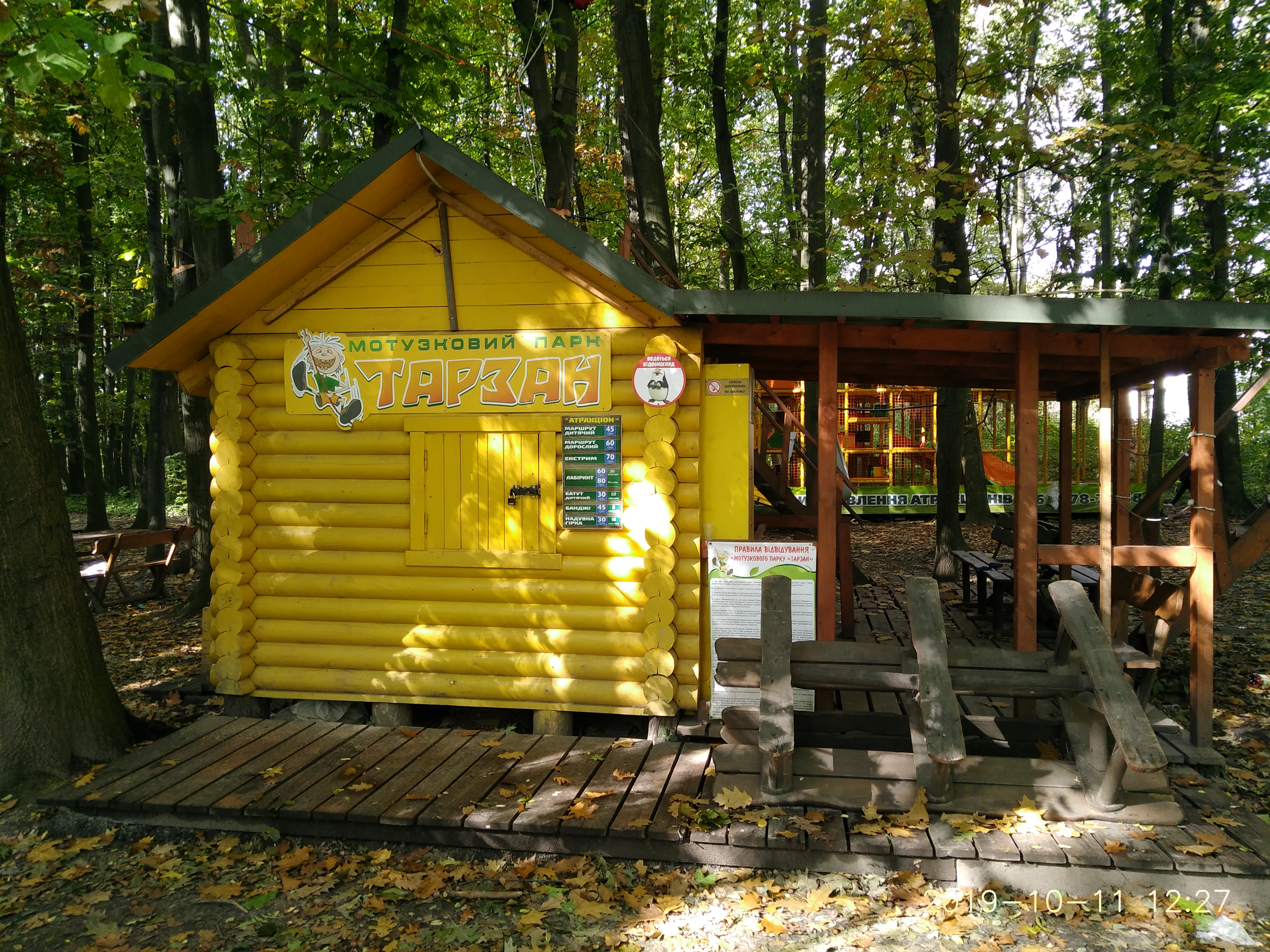
Мотузковий парк «Тарзан» (вул. Гориня, 15)
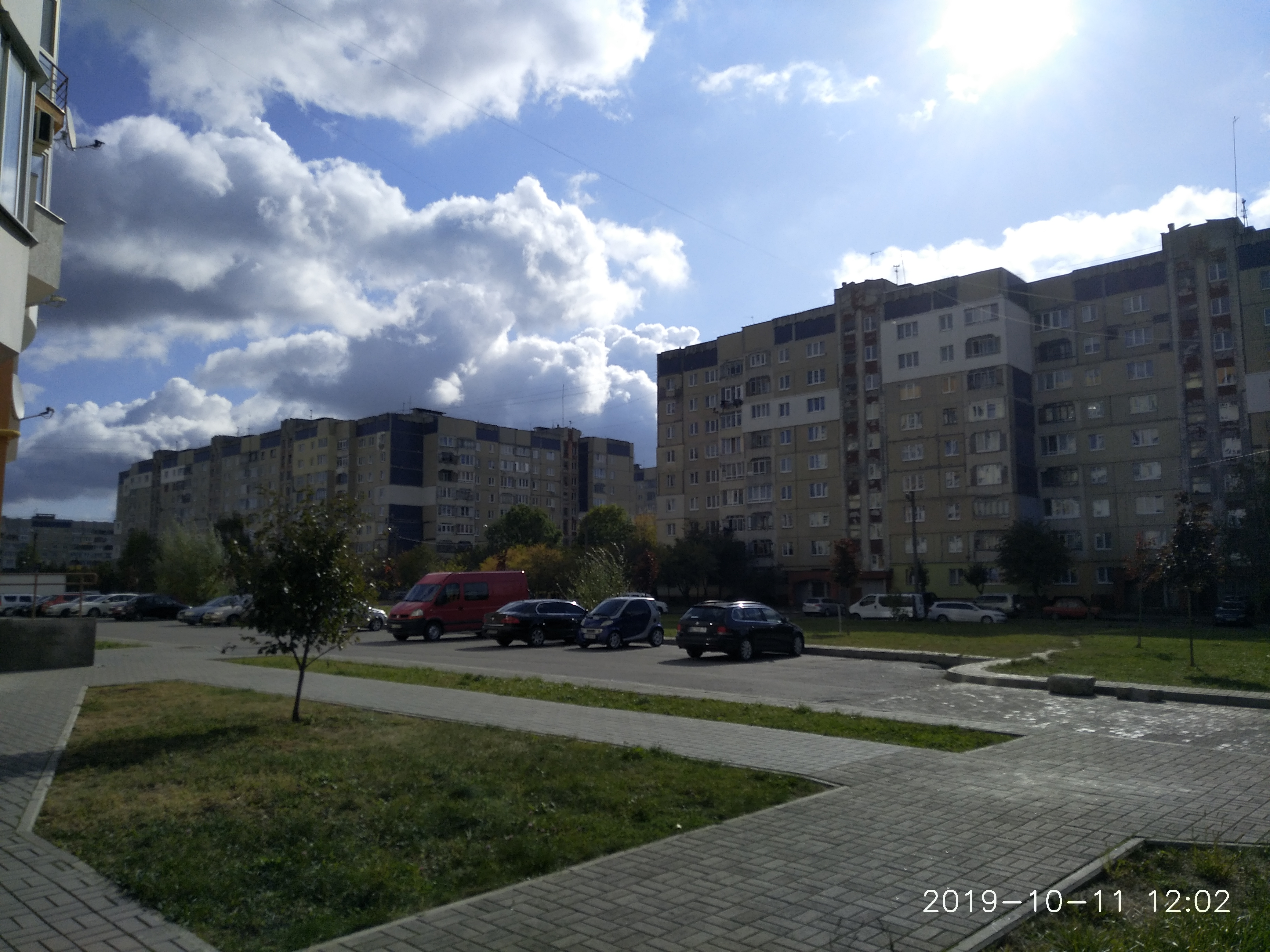
Забудова вул. Гориня (буд. 1, 3, 9, 11)